# CFR Marfă
Die Societatea Națională de Transport Feroviar de Marfă CFR S.A (CFR Marfă) ist ein Eisenbahnverkehrsunternehmen mit Sitz in Bukarest (Rumänien).
CFR Marfă steht zu 100 % im Eigentum des Staates. Das Unternehmen bietet Schienengüterverkehrsdienstleistungen an und betreibt multimodale Umschlaganlagen.
CFR Marfă wurde am 1. Oktober 1998 als Aktiengesellschaft nach der Umstrukturierung des eingesessenen Unternehmens der rumänischen Eisenbahn Societatea Națională Căile Ferate Române (SNCFR) gegründet. CFR Marfă befördert u. a. Kohle, Zement, chemische Erzeugnisse, Getreide und Öl, Holz, Salz und Metalle. Die Hauptkunden der CFR Marfă sind / waren andere staatseigene Unternehmen, die früheren Chemikalienhersteller Oltchim, Salrom und Fernwärmeunternehmen. Seit Rumäniens Beitritt zur EU im Jahr 2007 sank der Marktanteil der CFR Marfă am Schienengüterverkehr von über 70 % auf unter 50 % im Jahr 2018. Heute sind über 20 Schienengüterverkehrsbetreiber CFR Marfas Wettbewerber auf dem rumänischen Markt. Mit dem Rückgang der Geschäftstätigkeit von CFR Marfă wurde auch die Anzahl der Beschäftigten (Vollzeitäquivalent) von 15.992 im Jahr 2009 auf 5717 im Jahr 2018 abgebaut. CFR Marfă hatte 2010 bereits einen Verschuldungsgrad in Höhe von 126 % des Gesamtvermögens. Ein Versuch im Jahr 2013, CFR Marfa durch Verkauf von einem 51 %igen Anteil zu privatisieren, scheiterte. Stützungsversuche des rumänischen Staates führten zu einem Verfahren der Europäischen Kommission wegen unerlaubter Beihilfen.
Der Umsatz von CFR Marfă lag 2022 bei 689 Millionen Lei. Die Verluste halbierten sich gegenüber 2021. Das Unternehmen hatte 2022 3246 Mitarbeiter.

## Fuhrpark
CFR Marfa setzt unter anderem Lokomotiven folgender Baureihen ein:
- EA 5100 KW (elektrisch, Electroputere)
- LDE 2100 CP (dieselelektrisch, Electroputere)
- LDH 1250 CP (dieselhydraulisch; FAUR)